# Phoradendron rigidifolium
Phoradendron rigidifolium är en sandelträdsväxtart som beskrevs av Kuijt. Phoradendron rigidifolium ingår i släktet Phoradendron och familjen sandelträdsväxter. Inga underarter finns listade i Catalogue of Life.